# Laurentic (Schiff, 1927)
Die Laurentic (II) war ein 1927 in Dienst gestellter Transatlantikdampfer der britischen Reederei White Star Line, der für den Passagier- und Postverkehr von Liverpool nach Kanada und in die USA verwendet wurde. Das Schiff wurde im Zweiten Weltkrieg als Truppentransporter eingesetzt, bis es am 4. November 1940 an der nordirischen Küste von einem deutschen U-Boot versenkt wurde.

## Das Schiff

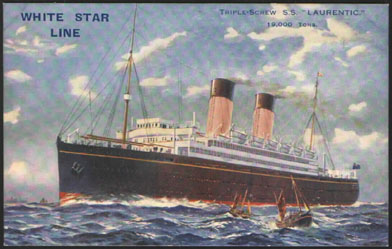
Postkarte (1927)

Das 18.724 BRT große Dampfschiff Laurentic wurde für die White Star Line bei der Werft Harland & Wolff im nordirischen Belfast gebaut und lief am 16. Juni 1927 vom Stapel. Das 176,23 Meter lange und 22,89 Meter breite Schiff hatte zwei Schornsteine, zwei Masten und drei Propeller. Es konnten 594 Reisende in der Kabinenklasse, 406 in der Touristenklasse und 500 in der Dritten Klasse an Bord genommen werden.
Am 1. November 1927 wurde das Schiff fertiggestellt und am 12. November 1927 lief es in Liverpool zu seiner Jungfernfahrt nach New York aus. Ab dem 27. April 1928 wurde sie auf der Route Liverpool–Quebec–Montreal eingesetzt. Am 3. Oktober 1932 kollidierte die Laurentic in der Belle-Isle-Straße mit dem Dampfschiff Lurigethan der britischen Reederei H. E. Moss & Co., wobei beide Schiffe beschädigt wurden, aber niemand zu Schaden kam.
Nach der Fusion der White Star Line mit der Cunard Line 1934 zur Cunard-White Star Ltd. legte die Laurentic am 14. September 1934 zu ihrer letzten Fahrt vom Liverpool nach Québec und Montreal ab. Danach wurde sie hauptsächlich für Kreuzfahrten verwendet. Am 18. August 1935 kollidierte sie in der Irischen See bei Nebel mit der Napier Star der Blue Star Line, wodurch sechs Besatzungsmitglieder ums Leben kamen. Daraufhin wurde sie im Dezember 1935 in Southampton aufgelegt. 1936 unternahm die Laurentic eine Truppenfahrt nach Palästina und wurde 1938 erneut aufgelegt, dieses Mal in Falmouth.
Am 26. August 1939 wurde das Schiff von der britischen Admiralität angefordert und bis zum 16. Oktober in einen bewaffneten Hilfskreuzer umgerüstet. Fortan fuhr sie mit der Schiffskennung F51.

## Versenkung

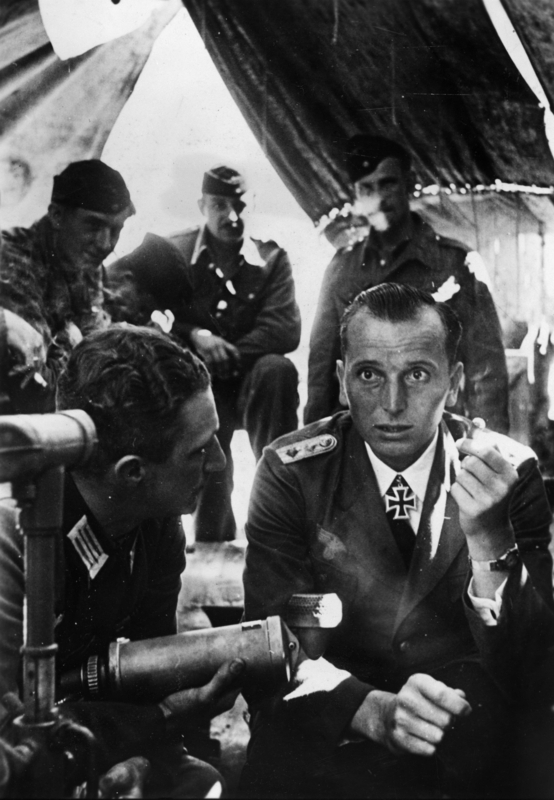
Kapitänleutnant Otto Kretschmer nach der Rückkehr von der Feindfahrt im Gespräch mit einem Radioreporter

Am 3. November 1940 um 21.40 Uhr torpedierte das deutsche U-Boot U 99, das sich unter dem Kommando von Kapitänleutnant Otto Kretschmer auf seiner sechsten Feindfahrt befand, etwa 240 Meilen südwestlich von Bloody Foreland an der Küste von Donegal (Irland) den uneskortierten britischen Dampfer Casanares (5.376 t). Neun Besatzungsmitglieder kamen dabei ums Leben. Bevor die Casanares sank, setzte sie Notrufe ab, die von der Laurentic und dem Hilfskreuzer Patroclus (11.314 t) empfangen wurden.
Die Laurentic (Kapitän: Eric Paul Vivian) und die Patroclus (Kapitän: Lt. Cdr. Gerald Charles Wynter) trafen kurz danach am Ort des Geschehens ein und wurden umgehend von U 99 angegriffen. Um 22.50 Uhr schoss Kretschmer aus 1.500 Metern Entfernung einen Torpedo ab, der im Maschinenraum der Laurentic einschlug. Nachdem ein zweiter Torpedo um 23.28 Uhr nicht detoniert war, wurde um 23.37 Uhr aus 250 Metern Entfernung ein dritter abgeschossen, der das Einschlagloch des ersten Treffers noch vergrößerte. U 99 wurde nun von der Besatzung der Laurentic gesichtet und unter Kanonenbeschuss genommen.
Die Patroclus beteiligte sich währenddessen nicht an der Bekämpfung des U-Boots, sondern nahm Überlebende von der Casanares auf. Kurz nach Mitternacht am 4. November erhielt auch die Patroclus vier Torpedotreffer und wurde ebenfalls mit Granaten beschossen. In der Zwischenzeit war die Casanares gesunken. Die Laurentic, die immer noch schwimmfähig war, wurde um 04.53 Uhr von einem Fangschuss getroffen und sank, wobei zwei Offiziere und 47 Soldaten umkamen. Eine halbe Stunde später wurde auch die Patroclus versenkt, was deren Kapitän, sechs Offiziere und 49 Soldaten das Leben kostete. Die Überlebenden der Laurentic wurden von dem Zerstörer Hesperus (Lt. Cdr. Donald George Frederick Wyville MacIntyre) aufgenommen.